# Minivite

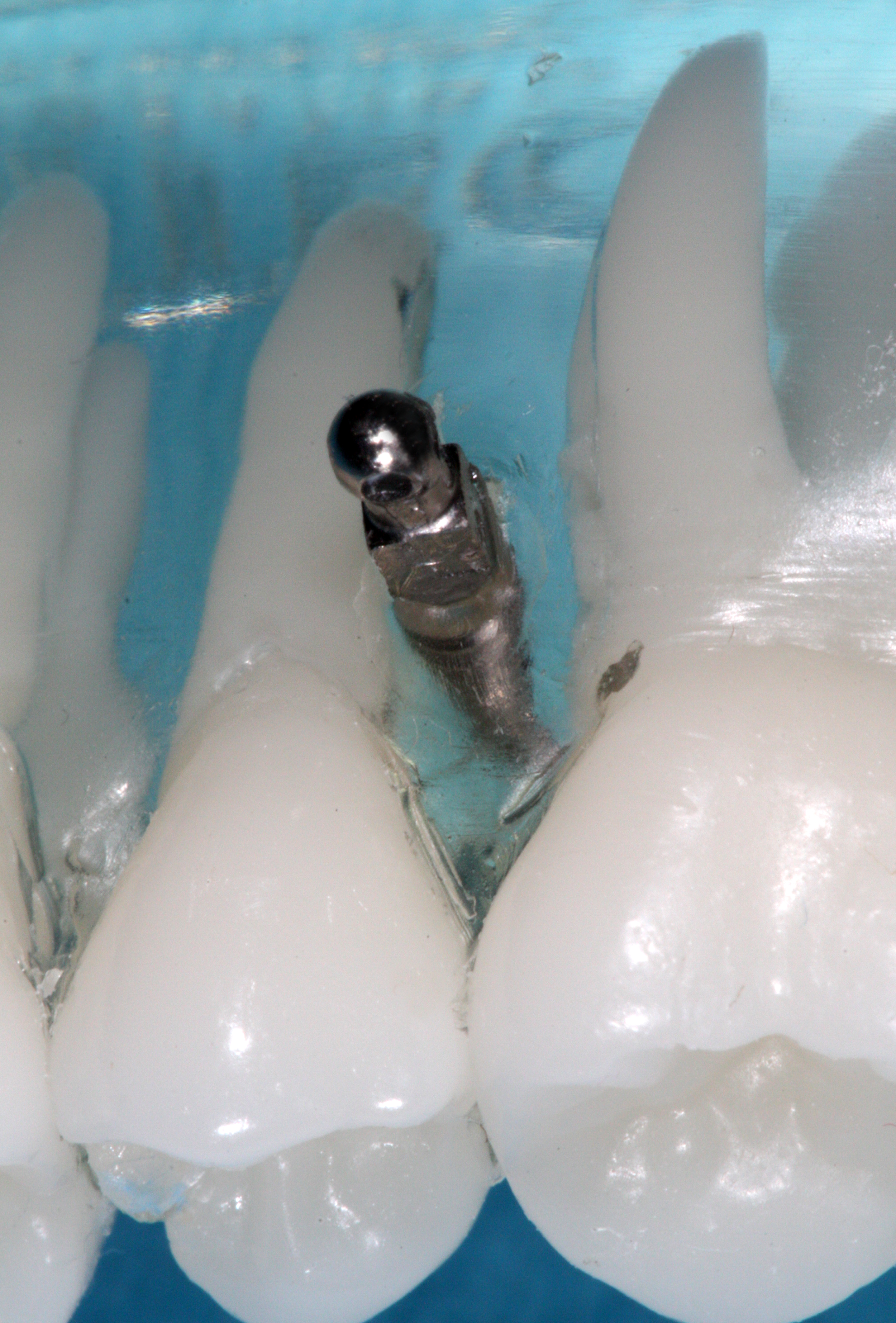
Minivite inserita in modello esplicativo.

La minivite o miniscrew è uno strumento medico di tipo chirurgico utilizzato solitamente per l'ancoraggio scheletrico in ortodonzia, allo scopo di creare un'ancora ossea e poter spostare semplicemente i denti nel sito desiderato.

## Struttura e composizione
Si tratta di una versione semplificata del comune impianto dentale, di dimensioni minori e composto di un unico elemento, e per questo talvolta viene anche chiamato mini impianto, anche se questo termine viene più comunemente adoperato per gli impianti di ridotte dimensioni usati come supporti per protesi mobili, di forma comunque molto simile. Come per gli impianti, anche nel caso delle miniviti il materiale più utilizzato è il titanio puro o in lega, a volte trattato sulla superficie endossea allo scopo di ottenere una microritenzione con effetto osteoinduttivo, anche se l'osteointegrazione che si ottiene può risultare un evento parzialmente sfavorevole, rendendo più difficoltosa l'operazione di disinserzione a fine trattamento. Le miniviti ortodontiche sono disponibili in dimensioni variabili e presentano buone caratteristiche meccaniche anche con diametri minimi.

## Tecnica operatoria ed utilizzo
Come nel caso degli impianti, l'inserimento delle miniviti nelle sedi ossee deve essere preceduta da un'attenta pianificazione preliminare, allo scopo di valutare l'anatomia della zona di intervento. Un'indagine radiografica è ovviamente necessaria, ed in alcuni casi l'uso delle nuove tecnologie di ricostruzione tridimensionale può risultare particolarmente utile. L'intervento di inserimento avviene in anestesia locale, ed a seconda del tipo di vite può richiedere o meno l'uso di una fresa pilota per guidare l'inserimento nella sede dell'osso. Sono state proposte anche tecniche di inserimento guidate da mascherine preparate su immagini radiografiche tridimensionali, tecnica usata per gli impianti dentali. Terminata l'operazione di inserimento, si può decidere di caricare immediatamente la parte affiorante con la trazione elastica, o aspettare una parziale guarigione dei tessuti, anche se studi effettuati non sembrano dimostrare grandi differenze nei risultati.
A seconda del sito inserito e dalla combinazione di diversi accessori è possibile effettuare diversi spostamenti, anche di tipo complesso: intrusione-estrusione, tipping, medializzazione-distalizzazione, vestibolarizzazione-lingualizzazione di un dente o di un gruppo di denti. L'uso delle miniviti in ortodonzia risulta chiaramente vantaggioso, rispetto ai sistemi alternativi di ancoraggio, poiché a differenza dell'ancoraggio dentale non si corrono rischi di spostamenti indesiderati degli stessi, ed a differenza dei sistemi come la trazione extra-orale, non si richiede una stretta collaborazione da parte del paziente. L'operazione di disinserzione a fine trattamento è solitamente molto semplice tramite lo strumento di inserimento, e nel 90% dei casi non richiede neppure anestesia locale. La guarigione avviene per seconda intenzione. Solitamente i casi ortodontici trattati mediante ausilio di miniviti presentano una buona stabilità a lungo termine.

## Prognosi
Esattamente come per l'impianto, esistono rischi legati all'operazione di inserimento, legate alla possibilità di ledere le radici di altri denti o strutture limitrofe. Il problema più frequente è però la perdita di stabilità in fase iniziale o durante il trattamento. Sono stati riportati tassi di fallimento dovuti a questo problema variabili tra l'11 ed il 30%. Si tratta quasi sempre di cedimenti che si manifestano in fase precoce, dovuti probabilmente ad errori nella tecnica di posizionamento. Studi effettuati hanno infatti collegato la perdita di stabilità precoce delle miniviti al livello di esperienza dell'operatore. Anche la presenza di un adeguato spessore di osso corticale nel sito di inserimento sembra essere elemento significativo per limitare questo rischio.
Un'altra complicazione è il processo infiammatorio che può instaurarsi nel tempo intorno al minimpianto nel caso di carente igiene orale (perimplantite). L'uso di adeguati mezzi di mantenimento igienico è ovviamente indispensabile per la prevenzione del problema.